# Seiji Aochi
Seiji Aochi (jap. 青地清二 Aochi Seiji; ur. 21 czerwca 1942 w Otaru, zm. 14 sierpnia 2008 w Sapporo) – japoński skoczek narciarski, brązowy medalista olimpijski.

## Przebieg kariery
Dwukrotnie brał udział w igrzyskach olimpijskich. W Grenoble w 1968 na skoczni Le Claret K-90 zajął 26. miejsce. W 1970 zajął 7. (skocznia K-70) i 44. (skocznia K-90) lokatę na mistrzostwach świata w Wysokich Tatrach. 
Wystąpił również podczas igrzysk olimpijskich w Sapporo. Na skoczni K-70, po skokach na odległość 83,5 metra oraz 77,5 metra, zdobył brązowy medal, przegrywając ze swoimi rodakami – złoto zdobył wówczas Yukio Kasaya, a srebro Akitsugu Konno. W tym samym roku zajął 13. miejsce podczas pierwszych w historii mistrzostw świata w lotach narciarskich w Planicy. W 2008 zmarł na raka żołądka.

## Igrzyska olimpijskie
| Miejsce | Dzień     | Rok  | Miejscowość | Konkurs                         | Wynik     | Strata   | Zwycięzca          |
| ------- | --------- | ---- | ----------- | ------------------------------- | --------- | -------- | ------------------ |
| 26.     | 18 lutego | 1968 | Grenoble    | Skocznia duża indywidualnie     | 185,0 pkt | 46,3 pkt | Władimir Biełousow |
| 3.      | 6 lutego  | 1972 | Sapporo     | Skocznia normalna indywidualnie | 229,5 pkt | 14,7 pkt | Yukio Kasaya       |

## Mistrzostwa świata
| Miejsce | Dzień     | Rok  | Miejscowość  | Konkurs                         | Wynik     | Strata   | Zwycięzca      |
| ------- | --------- | ---- | ------------ | ------------------------------- | --------- | -------- | -------------- |
| 7.      | 14 lutego | 1970 | Vysoké Tatry | Skocznia normalna indywidualnie | 231,6 pkt | 9,0 pkt  | Garij Napałkow |
| 44.     | 21 lutego | 1970 | Vysoké Tatry | Skocznia duża indywidualnie     | 173,6 pkt | 52,4 pkt | Garij Napałkow |

## Mistrzostwa świata w lotach
| Miejsce | Dzień     | Rok  | Miejscowość | Konkurs            | Wynik     | Strata   | Zwycięzca      |
| ------- | --------- | ---- | ----------- | ------------------ | --------- | -------- | -------------- |
| 13.     | 19 lutego | 1972 | Planica     | Loty indywidualnie | 340,5 pkt | 87,0 pkt | Walter Steiner |